# 吳澋滔
吳澋滔（英語：Gouw Ian Iskandar，1997年4月9日—），出生於香港，香港童星，在《父子》一劇中表現出色，屢獲大獎。父親吳忠義是在荷蘭長大的印尼華僑，有二分之一的印尼血統；母親為香港已故演員司馬燕。

## 簡介
吳澋滔在2006年拍攝由香港導演譚家明執導的電影《父子》，在電影中飾演郭富城及楊妮之子，以其9歲的年齡，在電影中的演出獲得很好的評價，同年年底獲台灣金馬獎的最佳男配角的殊榮。翌年2007年的第26屆香港電影金像獎再下一城，獲最佳新人獎及最佳男配角的殊榮，傳媒捧為「雙料男配角童星」。雖然他成了影圈搶手貨，但他媽媽認為學業為重，不再讓他拍戲。
吳澋滔在港時就讀於香港國際學校，2015年前往加拿大升讀西門菲莎大學（Simon Fraser University）傳理系。

## 演出作品

### 電影
- 2006年：《父子》飾演 周樂園（阿寶）
- 2022年：《七人樂隊之別夜》飾演 葉嘉林

## 配音作品

### 動畫電影
- 2009年：《阿童木》聲演 阿童木

## 獎項紀錄
| 年份   | 頒獎典禮                   | 獎項               | 影片     | 角色           | 結果 |
| ------ | -------------------------- | ------------------ | -------- | -------------- | ---- |
| 2006年 | 2006年度點正娛樂新聞王     | 電影新登場新聞王   | 《父子》 | 周樂園（阿寶） | 獲獎 |
| 2006年 | 第3屆亞洲沃克電影獎        | 最佳新人獎         | 《父子》 | 周樂園（阿寶） | 獲獎 |
| 2006年 | 第43屆金馬獎               | 最佳新演員         | 《父子》 | 周樂園（阿寶） | 提名 |
| 2006年 | 第43屆金馬獎               | 最佳男配角         | 《父子》 | 周樂園（阿寶） | 獲獎 |
| 2007年 | 2007年演藝動力大獎         | 最突出電影童星     | 《父子》 | 周樂園（阿寶） | 獲獎 |
| 2007年 | 2006香港電影導演會年度大獎 | 最佳新演員（金獎） | 《父子》 | 周樂園（阿寶） | 獲獎 |
| 2007年 | 第26屆香港電影金像獎       | 最佳新演員         | 《父子》 | 周樂園（阿寶） | 獲獎 |
| 2007年 | 第26屆香港電影金像獎       | 最佳男配角         | 《父子》 | 周樂園（阿寶） | 獲獎 |
| 2007年 | 第12屆香港電影金紫荊獎     | 最佳新演員         | 《父子》 | 周樂園（阿寶） | 獲獎 |
| 2007年 | 第12屆香港電影金紫荊獎     | 最佳男配角         | 《父子》 | 周樂園（阿寶） | 獲獎 |

## 資料來源
1. ↑  透過《光明娛樂》證實 吳澋濤非大馬出生[]
2. ↑  .   [2016-04-22]. （原始内容存档于2016-04-25）.

- 吳景滔與城城打機最開心 東方日報，2006年10月25日
- 《父子》吳景滔喊住做義工 太陽報，2006年11月5日
- 林熙蕾窒網友翻炒舊情 明報，2006年11月5日
- 第十二屆香港電影金紫荊獎得獎名單 2007年9月1日

## 外部連結
- 吳澋滔的Instagram帳戶
- OFFICIAL FAN CLUB（页面存档备份，存于）